# Terminea
Terminea (en griego, Θερμινέα) fue una antigua ciudad griega que se considera que pudo haber estado situada en la zona fronteriza de las regiones de Etolia y de Acarnania.
Se conoce únicamente a través de un testimonio epigráfico donde se menciona el nombramiento de un teorodoco de la ciudad, hacia el año 356/5 a. C., para acoger al teoro de Epidauro.
Se desconoce su localización exacta, aunque por el orden que ocupa en la lista de teorodocos, tras la ciudad de Hiporeas y antes de Filea y Prosquio, se considera que era una ciudad Etolia.